# Stuart (Oklahoma)
Stuart es un pueblo ubicado en el condado de Hughes en el estado estadounidense de Oklahoma. En el año 2010 tenía una población de 180 habitantes y una densidad poblacional de 257,14 personas por km².

## Geografía
Stuart se encuentra ubicado en las coordenadas 34°54′3″N 96°6′0″O / 34.90083, -96.10000 (34.900839, -96.100035).

## Demografía
Según la Oficina del Censo en 2000 los ingresos medios por hogar en la localidad eran de $22,222 y los ingresos medios por familia eran $29,375. Los hombres tenían unos ingresos medios de $22,250 frente a los $21,250 para las mujeres. La renta per cápita para la localidad era de $11,569. Alrededor del 20.5% de la población estaban por debajo del umbral de pobreza.